# بابا حسن شمالي
بابا حسن شمالي (بالفارسية: باباحسن شمالی) هي قرية تقع في قسم ليراوي الشمالي الريفي (مقاطعة ديلم) في إيران. يقدر عدد سكانها بـ 26 نسمة بحسب إحصاء 2016.